# Общество попугая
Общество попугая (нем. Sittichgesellschaft) — тайное общество в средневековой Германии. Общество попугая было союзом врагов герцога Баварско-Ингольштадтского Людвига VII Бородатого. Союз просуществовал до смерти Людвига в 1447 году.

## Предыстория

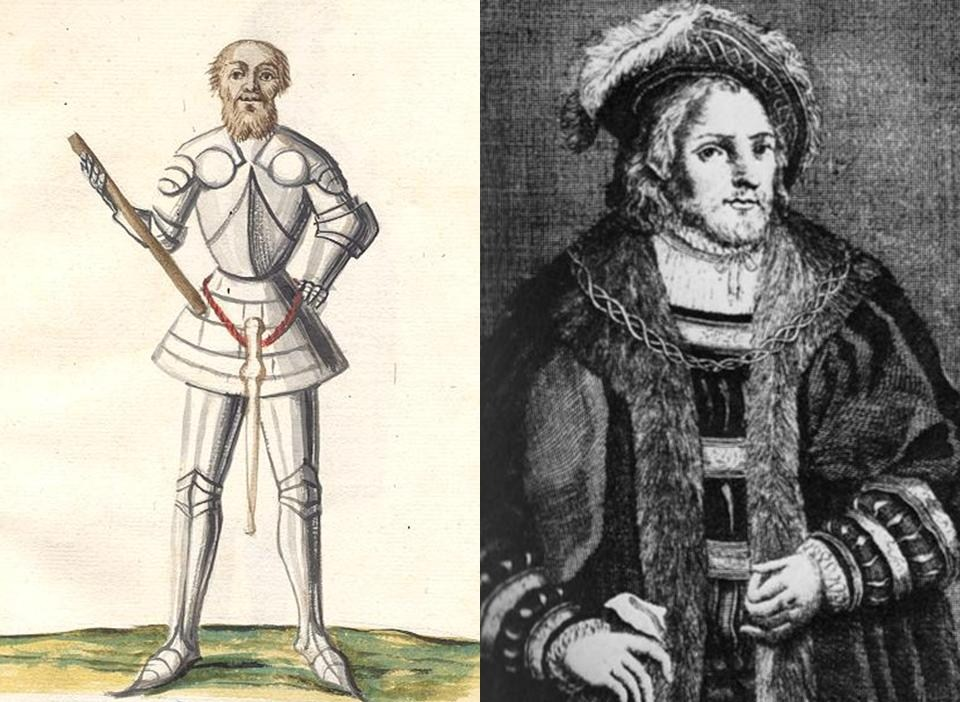
Людвиг VII Бородатый и Генрих XVI

Людвиг VII Бородатый ещё до того, как стать герцогом, нажил себе много врагов. В 1387—1389 гг. он участвовал в войне против Лиги швабских городов. В 1391 году перебрался в Париж, где находился при дворе своей сестры королевы Изабеллы Баварской и её мужа Карла VI. В 1393 году он вернулся в Баварию. В 1394—1395 годах вместе с отцом воевал против Баварско-Мюнхенского герцога Иоганна II. В 1401 году участвовал в борьбе на стороне короля Рупрехта Пфальцкого против Джана Галеаццо Висконти. В июле 1403 года вернулся в Ингольштадт, после чего возобновил конфликт с соседями, выразив претензии на Баварско-Мюнхенское герцогство, потерянное после поражения отца. Также в 1404 году выдвинул претензии на Ландсгут-Баварское герцогство. Это дело долго рассматривалось в разных арбитражах (только в 1410 году требования Людвига окончательно отклонены). В 1413 году, после смерти отца, стал новым герцогом Баварии-Ингольштадта. Продолжил политику предшественника, направленную на расширение владений, из-за чего вступил в конфликт со своим двоюродным братом, Генрихом XVI, герцогом Ландсгутом-Баварским.

## История
Общество попугая было основано 17 апреля 1414 года герцогом Генрихом XVI Баварско-Ландсхутским. Генрих XVI, осознавая неуживчивый характер Людвига VII, начал склонять к вступлению в союз соседних феодалов. Другими членами общества стали Эрнест Баварско-Мюнхенский, его брат Вильгельм III и Иоанн, граф Палатин Ноймарктский. 16 февраля 1415 года членами общества стали Фридрих Нюрнбергский и курфюрст Пфальца Людвиг III. Его члены встретились 8 июля 1415 года на Констанцском соборе. Там они превратили Общество не только в политический, но и военный союз взаимной защиты от Людвига VII с обязательством поддержки друг друга в случае войны против Баварии-Ингольштадта. Подписавшиеся поклялись распустить союз только после смерти их заклятого врага Людвига Бородатого. Этот союз впоследствии стал известен как Констанцская лига.
В 1417 году Людвиг VII чудом избежал покушения, которое было подготовлено членами Общества попугая. После Баварской войны и ряда других неудачных конфликтов, проведённых Людвигом VII, против него в 1439 году восстал его законный наследник, сын Людвиг VIII Горбатый, также вступивший в союз с Генрихом XVI. В 1443 году Людвиг VIII взял в плен своего отца. После смерти сына в 1445 году Людвиг VII был выдан герцогу Генриху XVI, в плену у которого умер в 1447 году, а герцогство Баварско-Ингольштадтское было присоединено к Баварско-Ландсхутскому герцогству.

## Символика
Символ общества — попугай, был призван высмеять символ Людвига — ворона Освальда Нортумбрийского.